# Dictyocladium thuja
Dictyocladium thuja är en nässeldjursart som beskrevs av Vervoort och Watson 2003. Dictyocladium thuja ingår i släktet Dictyocladium och familjen Sertulariidae. Inga underarter finns listade i Catalogue of Life.